# Fernanda Kaingang
Lucia Fernanda Jófej Kaingáng (Tapejara, 1978) é uma jurista, artista e líder indígena brasileira da etnia caingangue.

## Biografia
Fernanda, cujo nome no idioma caingangue é Jófej, é filha de indígenas caingangues, sendo o pai um funcionário público da FUNAI e a mãe, Andila Nivygsãnh, uma professora indígena caingangue, ambos pertencentes à Terra Indígena Carreteiro, em uma época anterior à emancipação política do município de Água Santa, no estado do Rio Grande do Sul, quando aquelas terras eram identificadas com o território do município de Tapejara. Jófej veio a ser registrada com o nome de "Lucia Fernanda Inácio Belfort", nome baseado na língua portuguesa que atendia aos requisitos da legislação brasileira de registros públicos, a qual constitui uma reprodução dos padrões impostos por uma cultura jurídica de matriz europeia. Ela é neta de lideranças da Terra Indígena Carreteiro, o cacique Manoel Inácio e a parteira e funcionária pública estadual Joana Caetano.
Aprovada no vestibular com 17 anos e tendo estudado com uma bolsa de auxílio custeada por organizações não governamentais, formou-se em direito pela Universidade Regional do Noroeste do Estado do Rio Grande do Sul (UNIJUÍ) no ano de 2000. Em seguida, com a aprovação no exame da Ordem dos Advogados do Brasil (OAB), Fernanda veio a ocupar um cargo público em comissão de assessora do Gabinete da Presidência da FUNAI. Logo após essa experiência no serviço público federal, ingressou no mestrado em direito público da Universidade de Brasília.
Ainda na primeira metade da década de 2000, quando ela já havia deixado a assessoria da FUNAI, ela se tornou diretora executiva do "Instituto Indígena Brasileiro para Propriedade Intelectual" (INBRAPI), entidade da sociedade civil voltada para a proteção do patrimônio cultural dos povos indígenas, atuação que passará a exercer pelas décadas seguintes em defesa dos interesses desses povos perante a Organização Mundial da Propriedade Intelectual (OMPI) e durante as Conferências das Partes relacionadas à Convenção sobre Diversidade Biológica (CDB).
Ela, que já havia se destacado por ser a primeira advogada indígena nascida na Região Sul do Brasil, notabilizou-se por ser a primeira indígena a obter o título de mestre em direito público em uma universidade brasileira, visto que Joênia Wapixana havia obtido o seu mestrado nos Estados Unidos. Assim, Fernanda defendeu em 2006 a sua dissertação de mestrado denominada de "A proteção dos conhecimentos tradicionais dos povos indígenas, em face da convenção sobre diversidade biológica" na Universidade de Brasília, tendo a orientação da professora Alejandra Leonor Pascual e a co-orientação da professora Edite do Céu Faial Jacques. Com esse título, ela veio também a se tornar a primeira indígena especializada em biodiversidade sob a ótica acadêmica ocidental.
Em agosto de 2015, Fernanda foi eleita para o cargo de mediadora do Colegiado Setorial de Culturas dos Povos Indígenas, instância colegiada do Ministério da Cultura responsável por acompanhar a implementação do Plano Nacional das Culturas Indígenas, principal documento de planejamento estatal das políticas indígenas naquela pasta. No mesmo ano, ela se tornou conselheira suplente no Conselho Nacional de Políticas Culturais.
Durante a década de 2010, Fernanda Kaingang ingressou no curso de doutorado em arqueologia pela Universidade de Leiden, situada nos Países Baixos.
Em outubro de 2023, ela foi indicada pela presidente da FUNAI, Joênia Wapixana, para ocupar o cargo de diretora nacional do órgão público responsável pelo Museu do Índio que virá a se tornar o Museu dos Povos Indígenas. Assim, Jófej se tornará a primeira indígena a ocupar esse cargo público.

## Obras acadêmicas

### Artigos e capítulos de livros
- BELFORT, Lucia Fernanda I. (KAINGÁNG, Lucia Fernanda Jófej); KAINGANG, P. L. F. J. "O Conhecimento Tradicional e os Povos Indígenas". Cadernos do INBRAPI, São Paulo, v. 1, p. 8-15, 2004;
- BELFORT, Lucia Fernanda I. (KAINGÁNG, Lucia Fernanda Jófej); KAINGANG, P. L. F. J. "Debates sobre Biodiversidade e Tecnociência". In: Fernando Mathias; Henry Novion. (Orgs.). As Encruzilhadas das Modernidades. São Paulo: Instituto Socioambiental, 2006;
- BENSUSAN, Nurit; BARROS, Ana Cristina; BULHÕES, Beatriz; ARANTES, A.; BELFORT, Lucia Fernanda I. (KAINGÁNG, Lucia Fernanda Jófej). "Wide-eyed and open-hearted". In: Nurit Bensusan, Ana Cristina Barros, Beatriz Bulhões, Alessandra Arantes (Orgs.). The role of the Brazilian indigenous peoples in the implementation of the CDB. São Paulo: Peirópolis, 2006;
- KAINGANG, P. L. F. J. ; BELFORT, L. F. I. (KAINGÁNG, Lucia Fernanda Jófej). "O Papel dos Povos Indígenas na Implementação da CDB". In: Nurit Bensusan; Nurit Bensusan; Ana Cristina Barros; Beatriz Bulhões; Alessandra Arantes (Orgs.). Biodiversidade: para comer, vestir ou passar no cabelo?. São Paulo: Peiróplis, 2006.

### Livros
Os principais livros publicados e coletâneas organizadas são os seguintes:
- KAINGÁNG, Susana Fakój; JACODSEN, Joziléia Daniza Jagso Inacio ; BELFORT, L. F. I. (KAINGÁNG, Lucia Fernanda Jófej); KAINGANG, P. L. F. J. (Orgs.). Eg Rá Nossas Marcas. São Paulo: DM Projetos Especiais, 2013.
- KAINGÁNG, Lucia Fernanda Jófej; KAINGÁNG, Susana Fakój; INACIO, A.; KAINGÁNG, V.; JACODSEN, Joziléia Daniza Jagso Inacio (Orgs.). Ponto de Cultura Kanhgág Jãre 15 Anos. Ronda Alta: Instituto Kaingáng, 2020.[14]
- KAINGÁNG, Lucia Fernanda Jófej; BELFORT, S. A. I. (Orgs.). Expressões culturais tradicionais Kaingáng. 1ª. ed. Ab Aeterno, 2021.[14]
- KAINGÁNG, Lucia Fernanda Jófej. DIREITOS NEGADOS, PATRIMÔNIOS ROUBADOS: Desafios para a proteção dos conhecimentos tradicionais, recursos genéticos, e expressões culturais tradicionais dos povos indígenas no cenário internacional. Ronda Alta: Instituto Kaingáng, 2023.

## Obras artísticas
- Vídeo audiovisual para crianças Kaingáng sobre cuidados de saúde na Pandemia de Covid-19 (2020). Obra produzida em conjunto com a educadora Vãngri Kaingáng, contendo música interpretada pelo artista Márcio Bororo.[15]